# Vanth (satelit)
Vanth, denumirea completă (90482) Orcus I Vanth, este singurul satelit natural cunoscut al plutino-ului și probabil planetei pitice 90482 Orcus. Cu un diametru de aproximativ 440 km, are jumătate din dimensiunea lui Orcus și probabil al treilea satelit ca mărime cunoscută al unui obiect trans-neptunian cunoscut, după Pluto I Charon și Eris I Dysnomia, deși este posibil ca Varda I Ilmarë sau Haumea I Hiʻiaka, prost rezolvate să fie comparabile ca mărime. Vanth a fost descoperit de Michael Brown și T. A. Suer utilizând imagini de descoperire realizate de telescopul spațial Hubble pe 13 noiembrie 2005. Descoperirea a fost anunțată într-o circulară a IAU publicată pe 22 februarie 2007.
Folosind observațiile cu telescopul spațial Hubble din 13 noiembrie 2005, Michael Brown și T. A. Suer au detectat un satelit natural. Descoperirea unui satelit al lui Orcus a fost raportată într-o circulară a IAU publicată pe 22 februarie 2007. Satelitul a primit denumirea S/2005 (90482) 1 înainte de a fi numit mai târziu Vanth. Orbitează în jurul lui Orcus într-o orbită circulară aproape cu față spre noi, cu o excentricitate de aproximativ 0,007 și o perioadă orbitală de 9,54 zile. Vanth orbitează la doar 9.030 kilometri (5.610 mi) de Orcus și este prea aproape de Orcus pentru spectroscopie de la sol pentru a determina compoziția suprafeței satelitului.
Brown bănuiește că, ca și sistemul Pluto-Charon, care sunt similari în dimensiunile lor relative, Orcus și Vanth sunt în rotație sincronă. Vanth nu seamănă cu sateliții de coliziune cunoscuți, deoarece spectrul său este foarte diferit de cel al principalului său și poate fi un obiect capturat din centura Kuiper. Vanth ar fi putut avea originea și ca urmare a fisiunii rotaționale a unui Orcus primordial, care s-ar fi rotit mult mai repede decât acum.

## Nume
După descoperire, lui Vanth i sa eliberat o desemnare provizorie, S/2005 (90482) 1. Pe 23 martie 2009, Brown le-a cerut cititorilor rubricii săptămânale să sugereze posibile nume pentru satelit, cel mai bun urmând să fie prezentat Uniunii Astronomice Internaționale (IAU) pe 5 aprilie. Numele Vanth, psihopompul etrusc înaripat care călăuzește sufletele morților către lumea de apoi, a fost ales dintr-un mare număr de propuneri. Vanth a fost singura sugestie de origine pur etruscă. A fost cea mai populară prezentare, sugerată pentru prima dată de Sonya Taaffe. Această propunere a fost evaluată și aprobată de Comitetul pentru Nomenclatura Corpurilor Mici al IAU, în conformitate cu procedurile de denumire pentru planetele și sateliții minori. Citația oficială a denumirii a fost anunțată într-o circulară Minor Planet publicată pe 30 martie 2010.
Etrusca Vanth este adesea portretizată în compania lui Charun (Charon), și așa ca numele satelitului lui Orcus (poreclit „anti-Pluto” deoarece rezonanța cu Neptun îl menține pe partea opusă a Soarelui față de Pluto), este o aluzie la paralelele dintre Orcus și Pluto. Brown a citat-o pe Taaffe spunând că, dacă Vanth „însoțește sufletele moarte din momentul morții până în lumea de apoi în sine, atunci, desigur, fața ei este întotdeauna îndreptată către Orcus”, o referire la probabila orbita sincronă a lui Vanth față de Orcus.

## Caracteristici

Secvență de imagini Hubble a lui Vanth care orbitează în jurul lui Orcus

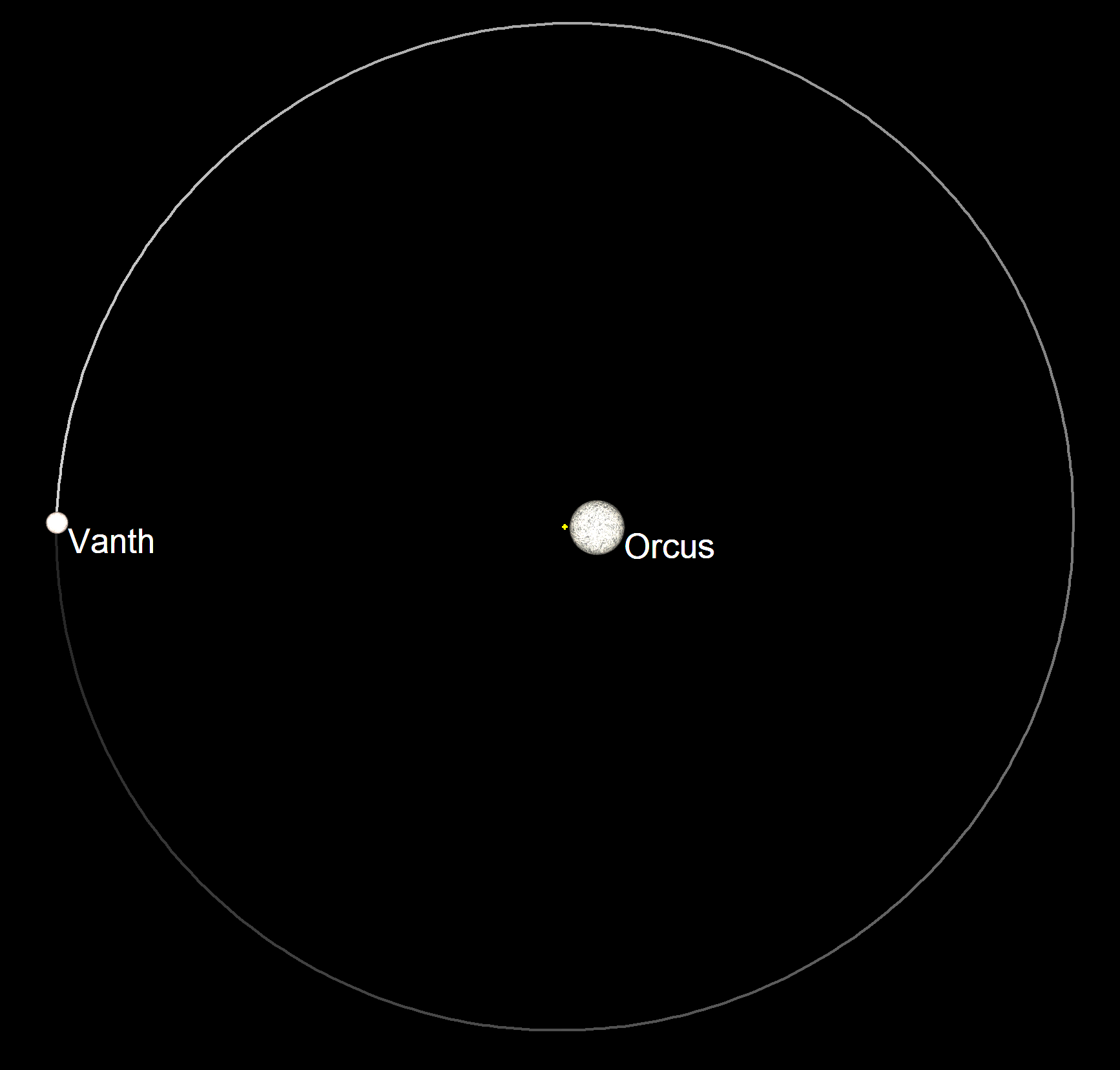
Model cu Orcus și Vanth cu orbita aproape aliniată față în față cu direcția Soarelui și a Pământului

Orcus și Vanth fotografiați de Hubble în 2006

Vanth a fost găsit la 0,25 secunde de arc de Orcus, cu o diferență de magnitudine de 2.7±1.0. Estimările făcute în 2009 de Brown arată că magnitudinea aparentă a lui Vanth este de 21.97±0.05, ceea ce este cu 2.54±0.01 magnitudini mai slab decât Orcus. Presupunând albedouri egale, aceasta ar însemna un diametru de 280 kilometri (170 mi) sau de 2,9 ori mai mic decât primarul. Cu toate acestea, culorile diferite ale lui Orcus (neutru) și Vanth (roșu) sugerează că Vanth ar putea avea un albedo cu un factor de doi mai mic decât Orcus. Dacă Vanth are un albedo de numai 0,12, Vanth ar putea avea 380 kilometri (240 mi) cu Orcus având 760 kilometri (470 mi) în diametru. Masa lui Vanth depinde, de asemenea, de albedo-ul său și poate varia de la 3 la 9% din masa totală a sistemului. În 2016, Brown și Butler au folosit imagini ALMA rezolvate și au estimat diametrul lui Vanth la 480 kilometri (300 mi), aproximativ jumătate din diametrul lui Orcus, făcând din Orcus și Vanth un analog mai mic al lui Pluto și Charon. De asemenea, au măsurat albedo-ul lui Vanth la doar 0.08+0.02
−0.01, de aproape 3 ori mai întunecat decât Orcus.
Pentru 7 martie 2017, se prevedea că va avea loc o ocultare stelară de către Orcus în America și peste Oceanul Pacific. S-au făcut observații în cinci locuri din America de Nord și de Sud și au fost observate două corzi solide, cea mai precisă fiind 434.4±2.4. Folosind imaginea cu pată, s-a descoperit că steaua ocultată este o stea dublă apropiată, iar o reconstrucție a orbitelor lui Orcus și Vanth a arătat că ambele acorduri erau de la Vanth (ocultând oricare dintre cele două stele) mai degrabă decât de la Orcus. O nedetectare la un site din apropiere a plasat o limită superioară de 442.5±10.2 km pe diametrul lui Vanth. Datele de ocultare sunt în concordanță cu o presiune de cel mult 4 microbari pentru o atmosferă globală a lui Vanth.
Vanth nu seamănă cu alți sateliți de coliziune cunoscuți, deoarece spectrul său este foarte diferit de cel al principalului său. Vanth poate fi astfel un obiect capturat din Centura Kuiper. În această privință, poate fi similar cu satelitul unei alte posibile planete pitice, Gonggong, care are și o culoare foarte diferită față de primarul său.